# Banacek
Banacek (originaltitel: Banacek), amerikansk deckar-TV-serie med George Peppard i rollen som Thomas Banacek som hade premiär i USA 20 mars 1972 (pilotavsnittet). Totalt producerades det 17 avsnitt av serien. Svensk TV-premiär i november 1974. 
Banaceks specialitet är att återfinna stulna värdeföremål för försäkringsbolagens räkning för 10% av dess värden. Seriens adelsmärke är listigt uträknade intriger, där små och stora föremål försvinner till synes upp i rök, ibland mitt framför ögonen på folk. Exempelvis kan tryckplåtar för obligationer försvinna i en hiss från en våning till en annan, en hel tågvagn med prototypen till en nyutvecklad bil försvinner under färd eller så försvinner en myntsamling från ett kassaskåp i ett hotellrum under natten trots att bara den som stoppade in dem känner till kombinationen.
Eftersom Banacek är av polsk härkomst brukar han strö polska ordspråk omkring sig som exempelvis "if you're not sure if it's borscht or not, there may be children working in the mines". 
Andra återkommande medverkande i serien var Ralph Manza som Banaceks chaufför Jay Drury och Murray Matheson som antikvariatsägaren Felix Mulholland som hjälper Banacek med att få fram svåråtkomliga upplysningar. Christine Belford spelade den konkurrerande försäkringsutredaren Carlie Kirkland som också hade rollen av romantiskt intresse från Banacek under 6 avsnitt.
Efter två säsonger hoppade George Peppard av serien, eftersom han då låg i skilsmässa med sin hustru, skådespelerskan Elizabeth Ashley, och inte ville att hon skulle få mer pengar av honom i någon uppgörelse.
Förutom det längre pilotavsnittet var resten av episoderna ungefär 72 minuter långa. 
Bland seriens gästskådespelare märks David Wayne, Margot Kidder, Stefanie Powers, Anne Baxter, Mike Farrell, Richard Jordan, Cesar Romero, Linda Evans, Jim Davis, Victoria Principal, Sterling Hayden, Anne Francis, Tim O'Connor, Gary Lockwood och Ted Cassidy.
Första säsongen gavs ut på DVD i USA 15 maj 2007 och andra säsongen (inklusive pilotavsnittet) gavs ut 22 januari 2008. Dessutom gavs en komplett utgåva ut 30 september samma år.

## Avsnittsförteckning

### Pilotavsnitt
1. Banacek: Detour to Nowhere (1972-03-20)

### Säsong 1
1. Let's Hear It For A Living Legend (1972-09-13)
2. Project Phoenix (1972-09-27)
3. No Sign of the Cross (1972-10-11)
4. A Million the Hard Way (1972-11-01)
5. To Steal A King (1972-11-15)
6. Ten Thousand Dollars A Page (1973-01-10)
7. The Greatest Collection of Them All (1973-01-24)
8. The Two Million Clams of Cap'n Jack (1973-02-07)

### Säsong 2
1. No Stone Unturned (1973-10-03)
2. If Max Is So Smart, Why Doesn't He Tell Us Where He Is? (1973-11-07)
3. The Three Million Dollar Piracy (1973-11-21)
4. The Vanishing Chalice (1974-01-15)
5. Horse of A Slightly Different Color (1974-01-15)
6. Rocket to Oblivion (1974-02-12)
7. Fly Me- If You Can Find Me (1974-02-19)
8. Now You See Me, Now You Don't (1974-03-12)